# Shankar Balasubramanian
Shankar Balasubramanian (né le 30 septembre 1966) est un chimiste britannique d'origine indienne , et professeur Herchel Smith  de chimie médicinale au département de chimie de l'université de Cambridge , Chef de groupe principal au Cancer Research UK Cambridge Institute  et membre du Trinity College, Cambridge . Il est reconnu pour ses contributions dans le domaine des acides nucléiques. Il est le fondateur scientifique de Solexa , et de Cambridge Epigenetix ,.

## Éducation
Né à Madras (aujourd'hui Chennai) en Inde en 1966, Shankar Balasubramanian part au Royaume-Uni avec ses parents en 1967. Il grandit dans une zone rurale juste à l'extérieur de Runcorn dans le Cheshire et fréquente l'école primaire de Daresbury, puis l'école secondaire Appleton Hall. Il étudie ensuite le Natural Sciences Tripos au Fitzwilliam College de Cambridge, où il obtient son diplôme de premier cycle de 1985 à 1988 et poursuit avec un doctorat de recherche sur le mécanisme de réaction de l'enzyme chorismate synthase supervisé par Chris Abell (1988–1991) .

## Carrière et recherche
Après son doctorat, Balasubramanian se rend aux États-Unis en tant que chercheur SERC / OTAN et travaille dans le groupe de Stephen J. Benkovic à l'université d'État de Pennsylvanie (1991–1993). Il commence sa carrière universitaire indépendante en 1994 à l'université de Cambridge et y reste depuis, d'abord en tant que chargé de cours au collège, puis chargé de cours à l'université (1998), lecteur universitaire en biologie chimique (2003) et professeur de biologie chimique (2007). Il est ensuite nommé professeur Herchel Smith de chimie médicinale en 2008  et dirige les laboratoires de recherche du Département de chimie , ainsi que le Cancer Research UK (CRUK) Cambridge Institute du Cambridge Biomedical Campus.
Plus récemment, Balasubramanian invente et applique de nouvelles méthodes chimiques pour étudier les modifications épigénétiques des bases de l'ADN, notamment le séquençage à résolution de base unique de la 5-formylcytosine, de la 5-hydroxyméthylcytosine et de la 5-méthylcytosine ,,.